# Vera Broido
Vera Broido (1907 - 2004) foi uma escritora e cronista da Revolução Russa.

## Biografia
Vera Broido nasceu em São Petersburgo, Rússia, em 1907, filha de dois revolucionários judeus russos. Em 1914, quando Vera tinha sete anos, sua mãe uma proeminente menchevique, foi condenada ao exílio na Sibéria Ocidental por tomar uma posição contra a  guerra. A lembranças de sua estada na Sibéria e sua experiência lá nunca deixaram Vera Broido. Em 1917 apos a Revolução de Fevereiro a família retornou para a capital, onde sua mãe fez parte do CC do partido menchevique
Apos a dissolução de todos os outros partidos pelo governo bolchevique a família exilou-se em Berlin.
Em 1927, sua mãe Eva Broido, viajou clandestinamente para a Rússia, onde foi presa antes de ser enviada novamente para o exílio. Foi somente depois da dissolução da União Soviética e a abertura dos arquivos que Vera soube que sua mãe tinha sido condenada por um tribunal militar em 1940 e executada em setembro de 1941.
Em 1941 Vera casou-se com o historiador britânico Norman Cohn.
Quando ela mudou para o Reino Unido com seu novo marido, passou a escrever livros sobre as mulheres durante a revolução russa, os mencheviques e uma autobiografia de sua infância na Rússia e de sua jornada pela Europa. Ela morreu em 2004, com a idade de 97 anos.

## Obras
- Apostles into Terrorists: Women and the Revolutionary Movement in the Russia of Alexander II. Maurice Temple Smith Ltd 1978[5]
- Lenin and the Mensheviks: The Persecution of Socialists under Bolshevism. Westview Press, 1987.
- Daughter of the Revolution: A Russian Girlhood Remembered. Constable, 1999.

Como tradutora & editora:
- Broido, Eva L’vovna. Memoirs of a Revolutionary. Oxford University Press, 1967.